# Wigo
Wigo (auch Wido, Guido) war von 1004 bis 1017/1019 Bischof von Brandenburg.

## Leben
Wigo wurde vom Erzbischof Giselher von Magdeburg vor dem 27. Januar 1004 zum Bischof geweiht. Die erste namentliche Erwähnung des Bischofes Wigo war als Teilnehmer der Weihe des Bischofs Wigberts von Merseburg am 6. Februar 1004. Im August desselben Jahres war er bei der Einweihung des Klosters Nienburg an der Saale zugegen. Er assistierte bei der Weihe des Erzbischofs Walthard von Magdeburg am 22. Juni 1012 und bei der Weihe des Erzbischofs Gero von Magdeburg am 22. September 1012. Zum letzten Mal wurde er erwähnt, als er am 22. Februar 1017 in Magdeburg am Hof Heinrichs II. war. Seinen Tod setzt Breßlau frühestens auf den 15. Januar 1019, während Sello wahrscheinlich macht, dass Wigo im Juli 1017 bereits verstorben war.